# Cucurbita
Cucurbita és un gènere de plantes angiospermes de la família de les cucurbitàcies (Cucurbitaceae). Són plantes natives d'Amèrica del Nord, Amèrica Central i Amèrica del Sud.
En català qualsevol espècie cultivada d'aquest gènere es denomina carabasser i addicionalment pot rebre els noms de carabassera, carbasser i carbassera. Però aquestes denominacions són compartides amb d'altres gèneres de les cucurbitàcies com ara Cucumis, Lagenaria i Luffa.

## Descripció
Són plantes herbàcies anuals o perennes de tija reptant o enfiladissa, piloses i en algunes espècies amb circells ramificats. Poden atènyer grans dimensions, les tiges poder arribar a fer fins a 6 metres de llargària. Les fulles són de mida variable, palmades i més o menys lobulades, acostumen a tenir entre 3 i 7 lòbuls, tot i que de vegades només en tenen dos o cap. Els marges acostumen a ser serrats o dentats, de vegades amb un petit mucró. En algunes espècies són pudents. Les flors són grans i solitàries a les axil·les, presenten un receptacle en hipant de forma campanulada, cilíndrica o de cúpula, tenen 5 sèpals i un periant de color entre groc i taronja de forma campanulada amb 5 pètals soldats a la part inferior i cinc lòbuls , en algunes espècies són fragants. Les flors masculines, dites badocs en català, manquen de pistil·lodi i tenen un androceu format per tres estams, amb les teques de les anteres connates (soldades). A les flors femenines al gineceu ovari és ínfer, amb nombrosos òvuls, l'estil és curt i gruixut, habitualment amb tres estigmes bífids o fins a cinc lòbuls. L'androceu està representat per tres estaminodis. El fruit és una pepònide grossa, carnosa i amb moltes llavors.

## Taxonomia
Aquest gènere va ser publicat per primer cop l'any 1753 al segon volum de l'obra Species Plantarum del botànic suec Carl von Linné (1707-1778).

### Espècies
Dins del gènere Cucurbita es reconeixen les 18 espècies següents:
- Cucurbita andreana Naudin
- Cucurbita argyrosperma C.Huber
- Cucurbita cordata S.Watson
- Cucurbita cylindrata L.H.Bailey
- Cucurbita digitata A.Gray
- Cucurbita ecuadorensis Cutler & Whitaker
- Cucurbita ficifolia Bouché
- Cucurbita foetidissima Kunth
- Cucurbita galeottii Cogn.
- Cucurbita lundelliana L.H.Bailey
- Cucurbita maxima Duchesne
- Cucurbita melopepo L.
- Cucurbita moschata Duchesne
- Cucurbita okeechobeensis (Small) L.H.Bailey
- Cucurbita palmata S.Watson
- Cucurbita pedatifolia L.H.Bailey
- Cucurbita pepo L.
- Cucurbita radicans Naudin

### Híbrids
S'ha descrit el següent híbrid natural:
- Cucurbita × scabridifolia L.H.Bailey

### Sinònims
Els següents noms científics són sinònims heterotípics de Cucurbita:
- Melopepo Mill.
- Ozodycus Raf.
- Pepo Mill.
- Pileocalyx Gasp.
- Sphenantha Schrad.
- Tristemon Scheele

## Domesticació
La utilització del fruits de les espècies d'aquest gènere és molt antiga, les restes arqueològiques demostren que eren utilitzats com a recipients a inicis de l'Holocè. La domesticació també es va fer molt aviat, s'estima que la primera espècie domesticada fou Cucurbita pepo farà uns 10.000 anys a Mèxic. Posteriorment i en diferents zones d'Amèrica altres quatre espècies foren domesticades per a la seva utilització com a aliment, incloses les llavors,  Cucurbita argyrosperma, Cucurbita moschata, Cucurbita ficifolia i Cucurbita maxima.

## Conreu

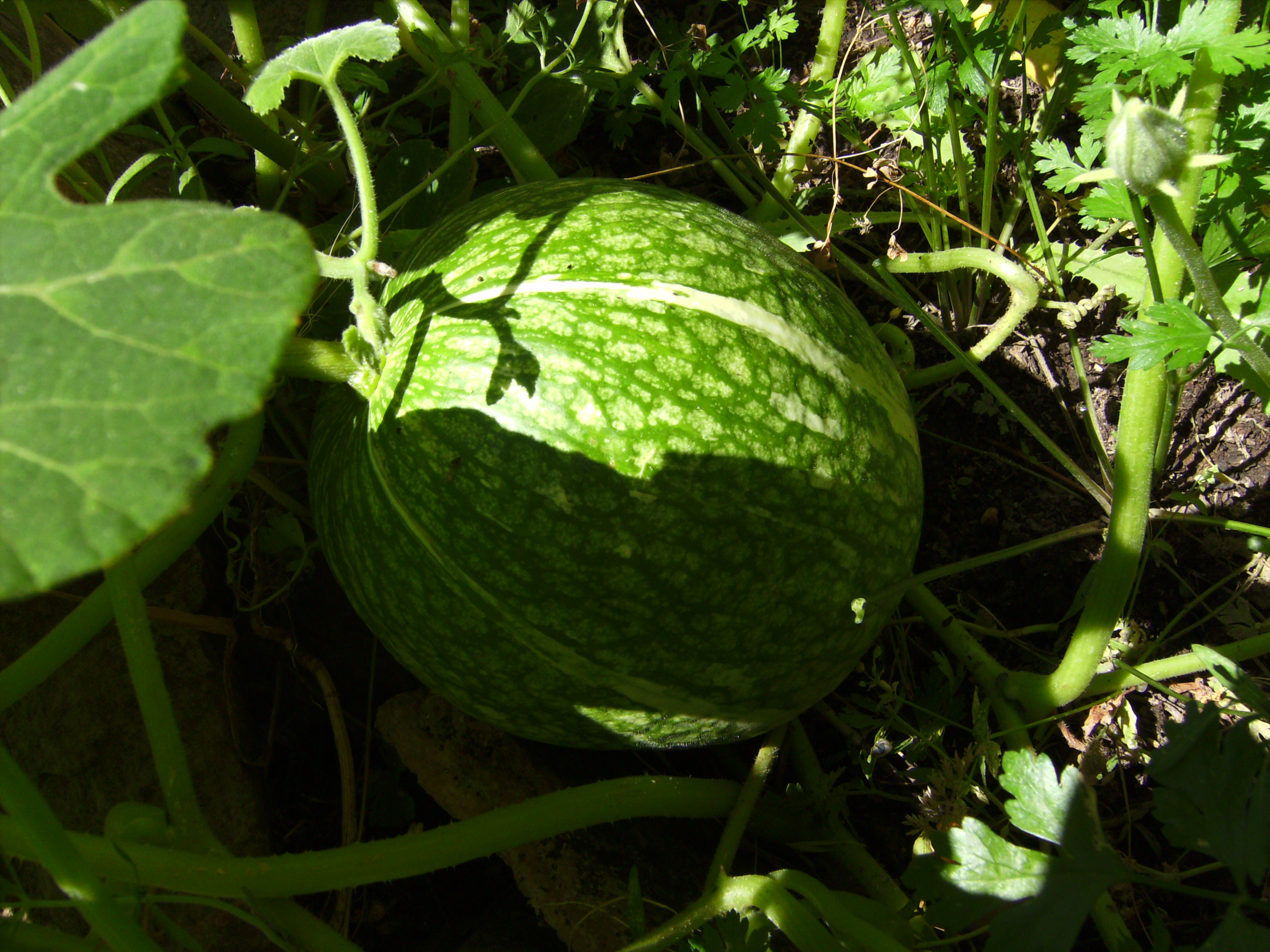
Cucurbita ficifolia o carabassa cabell d'àngel

D'entre tota la família de les cucurbitacees el gènere Cucurbita és el que menys ha menester calor. A partir de prop de 10 °C germina normalment. La sembra se sol fer l'abril o maig i cal una gran quantitat d'adob orgànic i molt d'espai. Creix amb gran rapiditat i els fruits acostumen a madurar a partir de l'agost.

## Usos
Les espècies cultivades són utilitzades per a l'alimentació humana, especialment els seus fruits, però també les llavors i fins i tot les flors. La pasta de llavors moltes o la farina s'usen a la cuina.
Entre el 600 i 800 dC a l'imperi Chimú s'utilitzà per a comunicar amb un cordell que unia dos recipients fets amb el fruit ja assecat de la Cucurbita o la Lagenària o totes dues alhora.